# Samopal vzor 58
7,62mm samopal vzor 58 (také nazývaný Sa vz. 58) je československá útočná puška vyráběná Českou zbrojovkou Uherský Brod, určená k ničení živé síly a lehce obrněných cílů. Pracuje na principu odebírání plynů z hlavně a může střílet jednotlivými ranami nebo dávkou. Používá puškový náboj středního výkonu 7,62 × 39 mm vz. 43, zásobník je konstruován na třicet nábojů. Je ve výzbroji slovenské armády a slovenské policie, v české armádě byl používán do roku 2011. Terminologicky nesprávně je vzor 58 označen jako samopal, přičemž podle současné terminologie jde o útočnou pušku.

## Vývoj

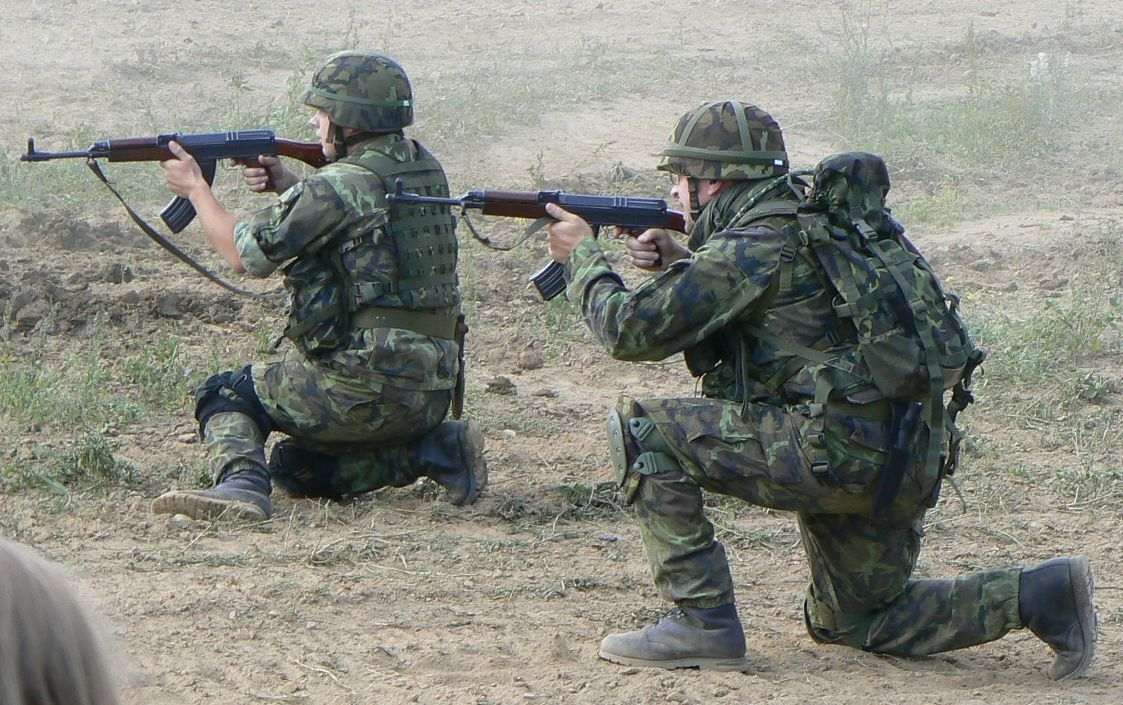
Členové Aktivních záloh AČR vyzbrojení Sa vz. 58P

Po ukončení 2. světové války začaly Česká zbrojovka a Zbrojovka Brno pracovat na návrhu zbraně vycházející z německé útočné pušky StG 44 Sturmgewehr a její munice 7,92 × 33mm Kurz. Protože měl ale v té době větší prioritu vývoj nového samopalu (Sa 23/25), o projekt nebyl ze strany vojenské správy zájem.
Po zavedení náboje 7,62 × 25 mm Tokarev vojenská správa trvala na úpravě stávajících samopalů Sa 23/25 na munici 7,62 × 25 mm Tokarev. Výsledkem byl samopal Sa 24/26, přijatý 11. 6. 1951 do výzbroje československé armády. V roce 1953 byly vypracovány takticko-technické požadavky na „univerzální ruční zbraň pěchoty“. Byla požadována účinná střelba na 400 m a dobrá přesnost střelby. Hmotnost měla být max. 3,5 kg a zbraň měla být konstruována na náboj 7,62 × 45 mm vz. 52.
Byly vypracovány tyto projekty:
- ZK 503 (konstruktéři bratři Koučtí ze Zbrojovky Brno)
- ČZ 522 (konstruktér Jiří Čermák z České zbrojovky)
- ZB 530 (konstruktér Václav Holek ze Zbrojovky Brno)

Poté, co byl do výzbroje československé armády zaveden sovětský náboj 7,62 × 39 mm vz. 43 a v roce 1954 byl výzkum přesunut do Konstrukty Brno, byly vypracovány nové takticko-technické požadavky a vývoj zbraně byl roku 1956 znovu zahájen pod krycím názvem „Koště“. Hlavním řešitelem tohoto úkolu byl ustanoven Jiří Čermák, s nímž na tomto projektu spolupracovali především Ing. Bohuslav Novotný, Jindřich Jakubec a Karel Vystrčil. V roce 1958 získala zbraň čestný diplom na výstavě Expo 58. I přes to, že ještě neproběhly vojskové zkoušky bylo armádou 29. 1. 1959 vydáno povolení k zahájení sériové výroby a 10. 2. 1959 byla tato zbraň rozkazem ministra národní obrany zavedena do československé armády jako 7,62 mm samopal vz. 58. 120 kusová ověřovací série byla dokončena až po tomto datu a následně od března do června 1959 probíhaly vojskové zkoušky.

## Varianty

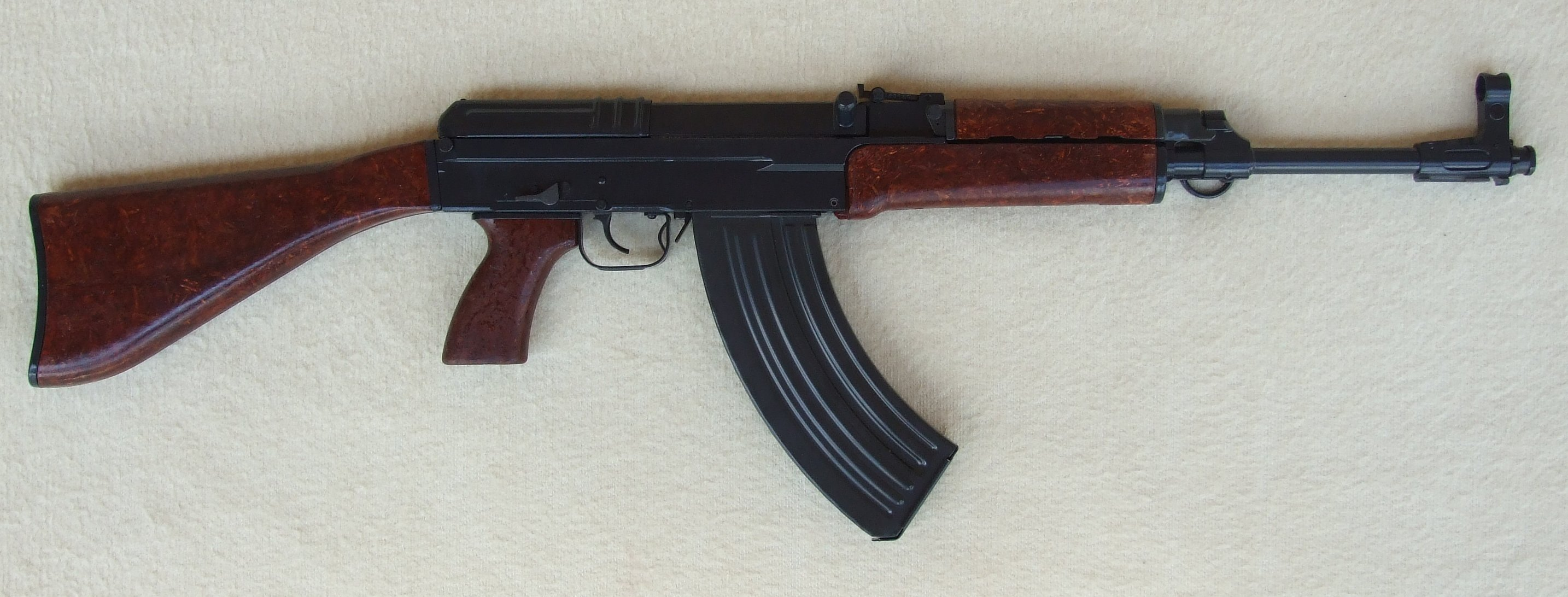
Sa vz. 58 P

- 7,62 Sa vz. 58 P (pěchotní, tzv. pádlo) – s pevnou pažbou
- 7,62 Sa vz. 58 V (výsadkový, tzv. kosa, dříve slangově nazýván sklopka) – se sklopnou ramenní opěrkou
- 7,62 Sa vz. 58 Pi – (pěchotní, tedy s pevnou pažbou a s infradalekohledem) – s boční lištou na upevnění zaměřovacího infradalekohledu NSP-2, tlumičem plamene a dvojnožkou upevňovanou na nosič mušky (místo bodáku)
- CZH 2003 Sport; CZ 858 Tactical – semiauto varianty zbraně určené pro civilní účely. Konstrukčně jde o totožnou zbraň s upraveným spoušťovým mechanismem, který neumožňuje střelbu dávkou, ale pouze jednotlivými ranami.
- Malorážka a adaptér .22 LR pro VZ 58 – semiauto varianta zbraně určená pro sportovní a cvičné účely. Malorážka vykazuje stejné rozměry a ovládání jako původní VZ 58, střílí ze zadní polohy závěru. Malorážkový adaptér je určen pro všechny varianty a ráže pušek odvozených z VZ 58. Konstrukčně se shoduje s malorážkou, závěrový mechanismus malorážky je tedy použitelný jako malorážkový adaptér (po doplnění o vložnou komoru se sponou, resp. o vložnou hlaveň). Zbraň vyvinula a vyrábí česká společnost Highland Arms.
- AP-67 – přerážovaná verze na munici 7,62 × 51 mm NATO
- AP-Z70 – přerážovaná verze na munici 5,56 × 45 mm NATO

Využití NATO variant
Přerážované verze samopalu vz. 58 na 7,62 x 51 mm a 5,56 x 45 mm byli také použity ve Válce v Afghánistánu. Tyto varianty se ve válce tolik neuplatnily, jelikož se zásahem do mechanismu zbraně její efekt snížil. Proto byla nahrazena puškami M4 a CZ BREN 2.

## Bojové vlastnosti
Samopal 7,62 mm Sa vz. 58 je zbraň jednotlivce určená k ničení živé síly nepřítele střelbou, pažbou nebo bodákem zejména v boji zblízka. Dále jej lze použít ke střelbě na útočící letouny a vrtulníky. Přepínačem lze přepnout na střelbu jednotlivými ranami, nebo dávkami. Polohy přepínače jsou označeny „1“ (jednotlivé rány, přepínač k sobě), „0“ (zajištěno, přepínač dolů) a „30“ (dávka, přepínač vpřed). Počet ran v dávce závisí na době stisknutí spouště. Prakticky lze střílet nejkratšími dávkami po dvou ranách – vyžaduje to zkušenost střelce.
Vzdálenost účinné střelby:
- na pozemní cíle – do 600 m
- na pozemní cíle dávkou – do 400 m
- na skupinové pozemní cíle – do 800 m
- na vzdušné cíle – do 500 m
- maximální dostřel – 2 800 m (na celé délce letu má střela smrtící účinek)

## Technické parametry
| Počet drážek v hlavni                     | Počet drážek v hlavni                     | 4       |
| Stoupání drážek                           | Stoupání drážek                           | 240 mm  |
| Délka hlavně                              | Délka hlavně                              | 390 mm  |
| Délka zbraně:                             | s pažbou nebo ramenní opěrkou             | 845 mm  |
| Délka zbraně:                             | se sklopenou ramenní opěrkou              | 636 mm  |
| Délka zbraně:                             | s pažbou a bodákem                        | 1000 mm |
| Šířka zbraně                              | Šířka zbraně                              | 57 mm   |
| Šířka zbraně se sklopenou ramenní opěrkou | Šířka zbraně se sklopenou ramenní opěrkou | 72 mm   |
| Výška zbraně se zásobníkem                | Výška zbraně se zásobníkem                | 255 mm  |
| Hmotnost zbraně:                          | bez zásobníku a bodáku                    | 2,91 kg |
| Hmotnost zbraně:                          | s plným zásobníkem a bodákem              | 3,77 kg |
| Hmotnost prázdného zásobníku              | Hmotnost prázdného zásobníku              | 0,19 kg |

## Popis funkce ajednotlivých součástí

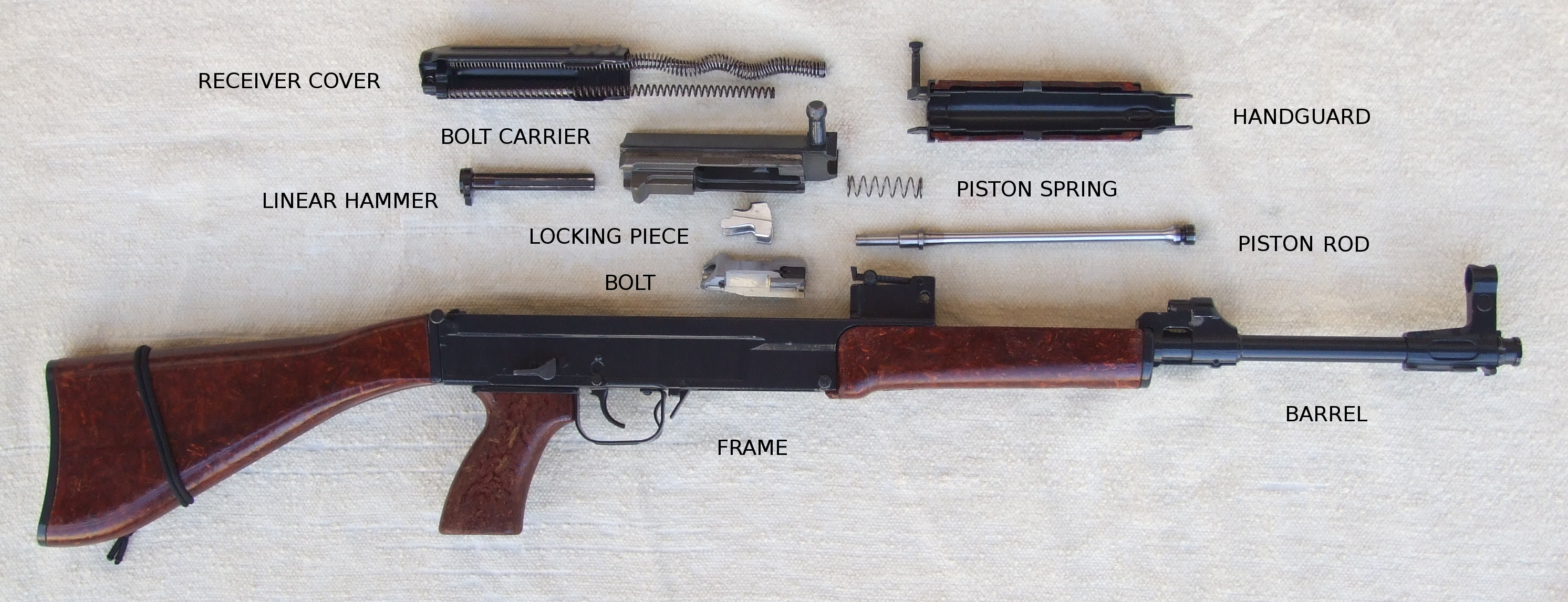
Rozebraný Sa 58

### Hlavní části zbraně
Samopal vz. 58 se skládá z následujících hlavních částí:
- hlaveň
- mířidla
  - muška
  - stavitelné hledí
- pouzdro závěru
  - víko pouzdra závěru s vratným ústrojím
- závěr
  - závorník (uvnitř je umístěn zápalník)
  - nosič závorníku
  - závora
  - úderník
- pažba
  - pažba (nebo ramenní opěra)
  - nadpažbí
  - podpažbí

### Hlaveň
Hlaveň zbraně je zasazena do pouzdra závěru a v něm zajištěna čepem. Vývrt hlavně se čtyřmi drážkami je tvrdě chromován vrstvou 0,01 mm. Ústí hlavně je opatřeno závitem s chránítkem ústí. Při střelbě cvičnými náboji se chránítko ústí sejme a našroubuje místo něj cvičný nástavec, který pomáhá zvýšit tlak plynů v hlavni na velikost potřebnou pro opakované natažení závěru. Závit může rovněž sloužit k montáži tlumiče plamene nebo jiných zařízení. Na přední části hlavně zespoda je umístěn záchyt snímatelného bodáku. Zadní část hlavně přechází v nábojovou komoru. Na hlavni je nalisován nosič mušky. V první třetině hlavně je uchycen plynový násadec s šikmým otvorem pro odběr prachových plynů z hlavně, na jehož levé straně je oko pro přední poutko. V plynovém násadci se pohybuje píst, na kterém je navlečena zpruha pístu. Píst není pevně spojen s nosičem závorníku, ale je samostatnou součástí.

### Mířidla
Samopal je vybaven jednoduchými otevřenými mířidly stavitelnými od 100 do 800 m (po 100 metrových krocích; stupnice 1–8) a „univerzální“ dálkou označenou „U“ pro střelbu v noci do 300 m. Muška je válcovitého tvaru a je našroubována do čepu mušky. Hledí je upevněno v základně hledí. Základna hledí tvoří jeden celek s pouzdrem závěru.

### Pouzdro závěru
Pouzdro závěru je vyfrézováno z odlitku (což je sice přesnější, ale rovněž finančně i časově náročnější než lisování plechu u AK-47). Spojuje ostatní části závěru v jeden celek a slouží k vedení závěru. V obdélníkovém vybrání jsou po obou stranách umístěny vodicí lišty, po kterých se pohybuje nosič závorníku a závorník. Do vybrání v přední části zapadají uzamykací ozuby uzávěru. Snadné zasunutí náboje do nábojové komory umožňuje náběh. Část pouzdra závěru nazvaná můstek rozděluje vnitřní prostor pouzdra na dvě části. Přední – s průchozím okénkem pro zasunutí zásobníku a zadní – s vybráním pro umístění spušťadla. Ve vrchní části můstku je zasunut vyhazovač sloužící k vyhození prázdné nábojnice po výstřelu. Po pravé straně vyhazovače je záchytka závěru, která po vystřelení posledního náboje zadrží závěr v zadní poloze (tzv. střelecká pohotovost). Po levé straně vyhazovače zespodu je na čepu upevněna záchytka zásobníku.

### Závěr
Závěr vysouvá náboje ze zásobníku a zasouvá je do nábojové komory, uzamyká nábojovou komoru při výstřelu, rozněcuje zápalku náboje, vytahuje a vyhazuje vystřelenou nábojnici. K vrácení závěru do krajní přední polohy slouží vratné ústrojí. Závěr se skládá z těchto základních součástí:
- nosič závorníku – s napínací pákou na pravé straně
- závorník
- závora
- úderník

#### Činnost zbraně při střelbě
Konstrukce závěru a systém jeho uzamčení je originální. Zbraň střílí z přední (uzamčené) polohy závěru. Funkce vnitřního mechanismu Sa vz. 58 je založena na principu tlaku prachových plynů, odvedených po výstřelu z vnitřku hlavně šikmým plynovým kanálkem do plynového válce, umístěného nad hlavní. Ve válci plyny působí na píst, jehož pístnice se svým zadním koncem opírá o nosič závorníku a tak na něj impuls prachových plynů přenáší. Nosič závorníku se začne pohybovat vzad, po jeho posunutí o 12 mm vyjde závora, zvedaná závorníkem, vzhůru mimo vybrání pouzdra závěru a závěr je tím odemknut. Potřebná dráha vytvoří prodlevu, během níž opustí střela hlaveň a tlak prachových plynů poklesne na hodnotu bezpečnou pro odemčení závěru (tato dráha se nazývá podkluz). Odemčený závěr se pohybuje dozadu, přitom je vytažena z nábojové komory a vyhozena prázdná nábojnice. Nábojnici vytahuje vytahovač umístěný na závorníku a pevný vyhazovač v pouzdru zbraně (za zásobníkovou šachtou) ji vyhazuje doprava nahoru. Do přední polohy je píst s pístnicí vrácen samostatnou pružinou pístu. Celý závěr je do přední polohy vracen předsuvnou pružinou, umístěnou nad bicí pružinou. Přitom závorník podá z nábojiště nový náboj a zasouvá jej do nábojové komory. Závorník uzavře hlaveň a nosič závorníku pokračující v dopředném pohybu stlačuje závoru do vybrání v pouzdře závěru. Tím je hlaveň uzavřena a uzamčena.

### Spoušť
Spoušť potřebuje pro výstřel delší dráhu než většina podobných zbraní, je ovšem poměrně lehká.

#### Pojistka/selektor způsobu střelby
Samopal je vybaven třípolohovým selektorem/pojistkou na pravé straně těla zbraně nad spouští. Při poloze křidélka pojistky dolů („0“) je zbraň zajištěna. Pojistka snižuje přenášecí páku mezi spouští a záchytem úderníku, takže úderník může být napnutý a bezpečně zajištěný. Při poloze dopředu zbraň střílí dávkou („30“) a v poloze dozadu jednotlivými („1“) ranami (pomůcka pro zapamatování: „třicet nepříteli, do země nic a jednu pro sebe“).

#### Činnost mechanismu při střelbě jednotlivými ranami
Natažený úderník má dva záchyty (pravý a levý). Při střelbě jednotlivými ranami je při stisknutí spouště stlačen levý záchyt. Pravý stále zadržuje úderník, dokud není hlaveň uzavřena a uzamčena. Až tehdy nosič závorníku stlačí vypouštěcí páku, která stlačí pravý záchyt. Uvolněný úderník urychlovaný zpruhou úderníku přímoběžným pohybem udeří na zápalník. Iniciace nábojů je mechanická, úderem zápalníku na zápalku náboje. Při zpětném pohybu přestane nosič závorníku stlačovat vypouštěcí páku a zároveň stlačí přerušovač. Úderník se pohybuje vzad společně se závěrem a zůstává zachycen oběma záchyty. Poté se opět stisknutím spouště může celý cyklus opakovat.

#### Činnost mechanismu při střelbě dávkou
Při střelbě dávkou je páčkou pojistky snížením mimo dosah nosiče závorníku vyřazen přerušovač. Úderník je také zachycen oběma záchyty. Po stisknutí spouště je snížen levý záchyt, přičemž pravý stále zadržuje úderník. Nosič závorníku po uzavření a uzamčení hlavně stlačí automatickou spoušť, čímž se uvolní pravý záchyt a úderník je uvolněn. Automatická spoušť rovněž zabraňuje odpalu náboje při nedovřeném závěru. Po iniciaci zápalky náboje nosič závorníku pohybující se dozadu uvolní vypouštěcí páku. Protože je vyřazen přerušovač, je levý záchyt stále stisknutou spouští držen mimo úderník. Ten je zachycen pouze pravým záchytem. Záchyt je opět snížen stlačením vypouštěcí páky po uzavření a uzamčení hlavně. Cyklus se opakuje, dokud je stisknuta spoušť nebo nejsou vystříleny všechny náboje. Pokud je uvolněna spoušť, zachytí se úderník i levým záchytem.

### Pažba
Pažba (nebo ramenní opěra) umožňuje správné opření samopalu o rameno střelce. Na levé straně pažby je umístěno zadní poutko. Je vyrobena z dřevité lisované hmoty či dřeva, upevněna šroubem k tělu zbraně. Povolením jediného šroubu je možno snadným způsobem vyměnit standardní pažbu za ramenní sklopnou opěrku (používá ale jiný kratší typ šroubu). Nadpažbí je možno vyměnit po vysunutí čepu, podpažbí vyklepáním čepu (není určeno pro běžnou demontáž) a pistolovou pažbičku po povolení šroubu.

### Zásobník nábojů
Zbraň je vybavena střeleckou pohotovostí. Po vystřelení posledního náboje zůstane závěr zachycen vzadu. V této poloze je možné vyměnit zásobník nebo pomocí nábojového pásku rychle doplnit náboje v zásobníku. Nábojový pásek s deseti náboji se zasune do drážek v nosiči závorníku a tlakem palce se sloupec nábojů přesune do zásobníku (většina zahraničních zbraní stejné kategorie používá pro podobné nabíjení poměrně složité přípravky).
Zásobník je vyroben z hliníkové slitiny a není zaměnitelný se zásobníkem k AK-47.

### Ostatní
Vnější povrchová ochrana samopalu je provedena tepelně odolným a otěruvzdorným lakem. Pro zvýšení odolnosti je pod ochranným nátěrem povrch parkerizován a extrémně namáhané díly závěru jsou tvrdě chromovány.
Nadpažbí, podpažbí, pistolová ručka, případně pažba u verze "P" byla ze začátku výroby z bukového dřeva, ale již od roku 1958 se hledala vhodná náhrada zejména kvůli náročnosti výroby a tedy i vyšší ceně. Již od roku 1962 bylo přistoupeno k výrobě těchto dílů z dřevotřískové hmoty napouštěné fenolformaldehydovou pryskyřicí.

## Používané střelivo
Ke střelbě ze samopalu vz. 58 se používá 7,62 mm nábojů vz. 43 těchto druhů
- náboj s normální střelou – (7,62-43) – 7,62 mm náboj vz. 43 používaný k ničení živé síly nepřítele
- náboj svítící – (7,62-Sv 43) – hrot střely označen zeleně
- náboj průbojný zápalný – (7,62-PZ 43) – hrot střely označen červeným a černým proužkem
- náboj zápalný – (7,62-Z 43) – hrot střely označen červeně
- náboj zaměřovací – (7,62-Zm 43) – hrot střely se zeleným a bílým proužkem
- náboj svědečný – (7,62-43) – Tento náboj se používal do poloviny sedmdesátých let u výrobce, k ověření kvality a technických požadavků na střelivo. Náboje byly vyráběny většinou v sérii 100 000 kusů. Z dané série bylo odebráno určité množství nábojů (neznáme jejich přesný počet), které výrobce si uložil do označených truhlíků, kde byly úředně zaplombovány. Druhou část série obdržela vojenská správa. Při případných potížích se na nich ověřovala kvalita a technické zadání. To se dělo i se střelivem, které bylo určeno pro případný vývoz. Dochovaný počet exemplářů tohoto velmi málo známého náboje je velmi malý.

Výcvikové náboje jsou tyto:
- náboj školní – (7,62-Sk 43) – atrapa náboje sloužící k výcviku nabíjení a spouštění, a pro kontrolu činnosti zásobníku, závěru a spušťadla. Na těle nábojnice jsou tři podélné drážky.
- náboj cvičný – (7,62-Cv 43) – používá se k výcviku a ke značkování palby při cvičeních (tzv. „slepý náboj“). Neobsahuje střelu. Nábojnice má prodloužený krček, který je na konci hvězdicovitě uzavřen. Za bezpečnou vzdálenost se považuje cca 50 m (na tu lze slepou munici mířit na protivníka bez rizika zásahu spáleným prachem z hlavně). Pro správnou činnost zbraně (střelbu dávkou) je nutné odšroubovat chránítko ústí a místo něj našroubovat plynový nástavec.
- náboj redukovaný – (7,62-Rd 43) – používá se ke střelbám na zkrácené dálky. Jeho maximální dostřel je asi 1 100 m. Může způsobit smrtelné zranění až na dálku největšího dostřelu. Špička střely je zakulacena a je značena bíle.

## Příslušenství

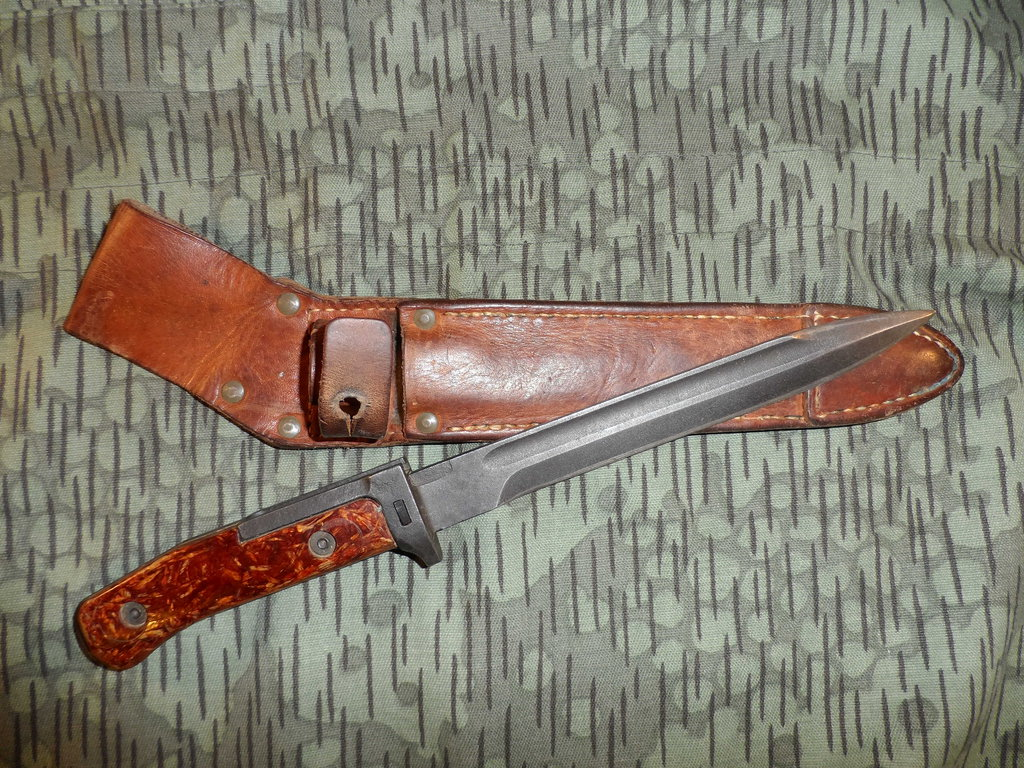
Bodák

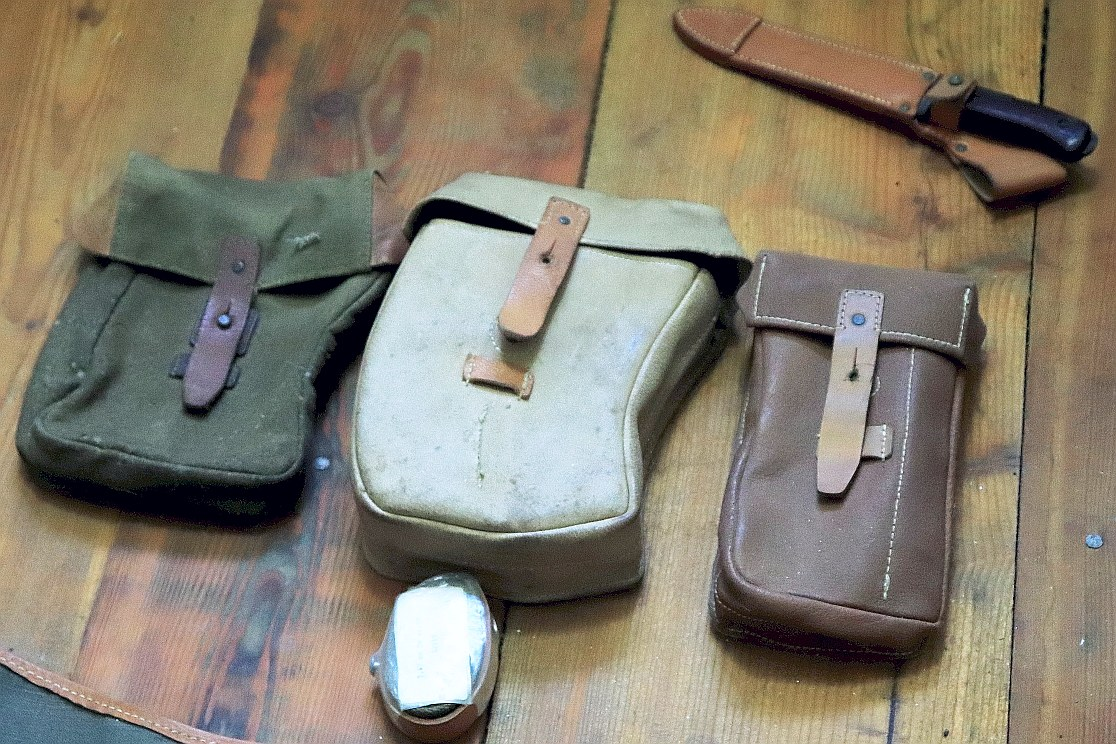
Příslušenství k samopalu vz. 58: Nahoře bodák, pod ním tři různé typy sumek, naspod nosný popruh.

Ke každému samopalu vz. 58 patří příslušenství:
- brašna na zásobníky (sumka)
- 4–6 zásobníků
- dvounožka
- taktický uvolňovač zásobníku
- sada spojek zásobníků
- úsťová brzda
- tlumič
- lišta s boční montáží pro úchyt kolimátoru
- bodák vz. 58
- pouzdro bodáku
- jednotný popruh ručních zbraní
- čištění na samopal v plátěném pytlíku
  - dvoudílný vytěrák
  - koudelníček
  - žíněný kartáček
  - chránítko ústí
  - redukce pro střelbu cvičnou municí
  - olejnička
  - montážní trn

## Souprava měrek anářadí kSa vz.58
Níže uvádím složení této vzácné soupravy, která se používá ke kontrolám předepsaných rozměrů dílů pro správnou funkci zbraně a výsledky kontroly slouží k zařazení do kvalitativní kategorie daného kusu zbraně. Používají armádní zbrojíři.
1. měrka vývrtu hlavně
2. měrka přečnívání hrotu zápalníku a šířky ústí zásobníku
3. měrka volného uzamykání
4. posunovač mušky
5. zrcátko ke kontrole vývrtu hlavně
6. klíč šroubu pažby
7. vyrovnávací trn pláště zásobníku
8. vratidlo klíče šroubu pažby a posunovače mušky
9. klíč mušky
10. pomůcka pro montáž vratné vzpruhy

## Srovnání Sa vz. 58 aAK 47
Na první pohled se zdá, že je Sa vz. 58 jen další kopií slavného Kalašnikova AK-47. To je ovšem omyl. Konstruktéři samozřejmě vycházeli z tehdy existujících zbraní StG 44 a AK-47, ale nejdůležitější část zbraně, tj. její vnitřní mechanismus, je kompletně odlišný a použitý systém uzamčení závěru nebyl doposud u zbraně této kategorie použit.
Obecně má Sa vz. 58 vyšší kadenci ran (800 za minutu) než AK-47 (600 za minutu). Díky tomu je Kalašnikov zvladatelnější, ovšem méně předvídatelný než Sa vz. 58, který má větší zdvih hlavně. Díky většímu otvoru pro vyhazování nábojnic je u Sa vz. 58 menší šance zachycení nábojnice v komoře. Celá sestava závěru také na rozdíl od Kalašnikova zůstane po posledním výstřelu vzadu, což pomáhá vojákům určit stav střeliva. Obě zbraně jsou ovšem přes všechny systémové odlišnosti mimořádně spolehlivé.
Československá lidová armáda provedla srovnávací testy mezi Sa vz. 58 a AK-47, které měly novou zbraň s osvědčeným Kalašnikovem porovnat. Bylo vybráno několik pušek od obou typů, ty byly rozebrány a z těchto dílů byly složeny dvě „nové“ zbraně. Poté bylo z každé zbraně vystříleno 20 000 kusů střeliva. Za střelcem stáli asistenti, kteří průběžně dobíjeli zásobníky. Střelec po vystřílení zásobníku proto jen dal ruku dozadu, dostal nový, nabil a pokračoval. Po každém třetím zásobníku ponořil celý samopal na chvíli do sudu s vodou, aby jej ochladil.
Po skončení testu byly obě zbraně rozebrány a zjišťovala se míra jejich poškození. Obě zbraně (Sa vz. 58 i AK 47) obstály na výbornou. Za celou dobu testu se u obou vyskytla jedna závada. U Sa vz. 58 to byla prasklá vratná pružina závěru.

## Náhrada samopalu vz. 58 pro Armádu ČR
Od osmdesátých let se hovořilo o modernizaci výzbroje armády, ke které ovšem dlouhou dobu nedošlo. Kandidátem na výměnu za pušku vz. 58 v devadesátých letech byl komplet CZ 2000 (LADA). Až 1. února 2010 byl oznámen vítěz výběrového řízení na přezbrojení části AČR novými útočnými puškami. Soutěž vyhrála Česká zbrojovka Uherský Brod se svojí novou zbraní CZ 805. AČR v prvním kole nákupu těchto zbraní pořídila 7 937 pušek. Ke kompletnímu přezbrojení by mělo dojít do roku 2020 po druhé etapě nákupu 9 700 kusů nového modelu této zbraně.

## V populární kultuře
Útočná puška Sa vz. 58 si zahrála v několika českých i zahraničních filmech. Z českých to jsou: Copak je to za vojáka… (1987), Byl jednou jeden polda (1995) a Gangster Ka (2015), mezi zahraničními to byly: Chobotnička (1983), Olověná vesta (1987), Odstřelovač (1993), Peacemaker (1997), Česká spojka (2002) a xXx: Návrat Xandera Cage (2017).
Objevila se také ve videohrách: Operace Flashpoint (2001), Ghost Recon: Island Thunder (2003), Vietcong 2 (2005) a ArmA 2 (2009).

## Uživatelé
- Česko (standardní pěchotní zbraň, v roce 2022 ji využívají už jen příslušníci aktivní zálohy a možná v malé míře speciální jednotky AČR)
- Slovensko (standardní pěchotní zbraň, standardní výbava policejních hlídek)
- Afghánistán
- Angola
- Egypt
- Eritrea
- Etiopie
- Guatemala
- Guinea
- Indie
- Írán
- Kypr
- Kuba
- Libye
- Mosambik
- Nigérie
- Somálsko
- Sýrie
- Tanzanie
- Ukrajina (5 000 kusů darovaných v rámci pomoci během ruského útoku v roce 2022)[4]
- Vietnam